# Alicularia minor
Alicularia minor là một loài rêu tản trong họ Jungermanniaceae. Loài này được (Nees) Limpr. miêu tả khoa học lần đầu tiên năm 1876.